# Integracja w zarządzaniu
Integracja – jedna z metod rozwiązywania konfliktów zaprezentowana przez Mary Parker Follett na konferencji Bureau of Personnel Administration w styczniu 1925. Owa metoda rozwiązywania konfliktów została podana jako trzecia za kompromisem i dominacją.
Metoda ta polega na zjednoczeniu skonfliktowanych osób w rozwiązywaniu wspólnego problemu. Działa to w przybliżeniu jak polskie przysłowie tj. "I wilk syty i owca cała". Wstępem do rozwiązania konfliktu w ten sposób jest ujawnienie swych właściwych pragnień.
Najlepiej można zrozumieć to na przykładzie. Wyobraźmy sobie, że siedzę teraz sobie w ciasnej i często dusznej bibliotece. Jest mi gorąco więc chcę otworzyć okno, kiedy okazuje się, że siedząca obok mnie koleżanka nie chce bym to zrobił. Powstaje konflikt. Trzeba go rozwiązać metodą integracji. Czy moja koleżanka nie chce bym otworzył okno dla zasady? Nie! Jej przeszkadza przeciąg, który powstanie i sprawi, że ta niedługo będzie chora. A czego chcę ja? Ja nie chcę otwierać okna dla zasady, chcę by było mi trochę chłodniej. W tym momencie zdaliśmy sobie sprawę z tego co właściwie chcemy. Rozwiązanie jest proste. Otwieram okno na końcu sali, tak by wiatr nie wiał wprost na moją koleżankę i jednocześnie, by było trochę chłodniej.
Taka metoda rozwiązywania konfliktu organizacyjnego, czy innego jest najkorzystniejsza.